# 2022年世界水泳選手権モーリシャス選手団
2022年世界水泳選手権モーリシャス選手団は、2022年6月18日から7月3日までハンガリーのブダペストで開催された第19回世界水泳選手権のモーリシャス選手団、およびその競技結果。

## 選手団
- 人員: 選手 3人

## 選手名簿・結果
| 選手                         | 種目           | 予選      | 予選 | 準決勝   | 準決勝   | 決勝     | 決勝     |
| 選手                         | 種目           | 結果      | 順位 | 結果     | 順位     | 結果     | 順位     |
| ---------------------------- | -------------- | --------- | ---- | -------- | -------- | -------- | -------- |
| グレゴリー・アノディン       | 男子50m自由形  | 24秒38    | 63位 | 予選敗退 | 予選敗退 | 予選敗退 | 予選敗退 |
| グレゴリー・アノディン       | 男子100m自由形 | 53秒68    | 73位 | 予選敗退 | 予選敗退 | 予選敗退 | 予選敗退 |
| ジョナサン・チャン・イー     | 男子100m平泳ぎ | 1分06秒04 | 54位 | 予選敗退 | 予選敗退 | 予選敗退 | 予選敗退 |
| ジョナサン・チャン・イー     | 男子200m平泳ぎ | 2分24秒36 | 37位 | 予選敗退 | 予選敗退 | 予選敗退 | 予選敗退 |
| テッサ・イップ・ヘン・チャン | 女子50m平泳ぎ  | 35秒04    | 46位 | 予選敗退 | 予選敗退 | 予選敗退 | 予選敗退 |
| テッサ・イップ・ヘン・チャン | 女子100m平泳ぎ | 1分14秒83 | 43位 | 予選敗退 | 予選敗退 | 予選敗退 | 予選敗退 |